# Adela Petre
Adela Petre (n. 10 iunie 1929, Bălănești, com. Cozieni, județul Buzău - d. 14 martie 2019) a fost o creatoare populară și țesătoare română.

## Biografie
Adela Petre, născută Diaconescu, s-a născut în satul Bălănești, comuna Cozieni, județul Buzău.  De la vârsta de un an, a locuit în satul Valea Sibiciului, comuna Pătârlagele. Este absolventă a Liceului Industrial de fete, din Buzău, promoția 1948, unde a învățat țesutul la războiului vertical. Timp de 8 ani a studiat arta țesutului de covoare și pânză, pe care a deprins-o de la bătrânii satului și de la bunica sa, Maria Mateescu. A fost remarcată la cea de-a IV-a Bienală a Artei Populare de la București, primind premiul I, pentru o colecție de ștergare cu motive specifice din zona Buzăului.

## Activitate profesională
Și-a desfășurat activitatea profesională în cooperația meșteșugărească (iulie 1967 - septembrie 1969), ca tehnician cu probleme de Artă Populară, iar la îndrumarea profesorului doctor docent Mihai Pop, a preluat postul de metodist în artă populară din cadrul Centrului de Îndrumare a Creației Populare Buzău, unde a rămas în perioada 1969-1971. În acest timp, a înființat 14 cercuri de artă populară în comunele Mânzălești, Padina, Vadu Pașii, Stâlpu, Bisoca și altele, care au evoluat treptat în Cooperativa „Arta Populară” Buzău. În perioada 1971-1973, în calitate de vicepreședintă a Cooperativei, a constituit și îndrumat echipe cu care a realizat confecții artizanale și covoare cu motive românești, participând astfel la numeroase concursuri și expoziții. Din 1973, a funcționat în cadrul Uniunii Județene a Cooperativelor Meșteșugărești, ca tehnician cu probleme de Artă populară. A organizat și condus două grupuri vocale: „Firicelul”, la Buzău și „Chindia”, la Râmnicu Sărat. În 1994 a devenit membră a Academiei Artelor Tradiționale din Sibiu. A fost prezentă la expoziții organizate la Muzeul Satului, Muzeul Țăranului Român, Muzeul Țării Crișurilor Oradea, Fundația „Elena Doamna” București și Muzeul „Astra” Sibiu. A fost invitată în Franța (1993), Grecia (1994, 1996), Olanda (1996), Italia (Montealbano, 1997) și în  Statele Unite ale Americii, la Festivalul de tradiții folclorice Smithsonioan din 1999 de la Washington.

## Recunoaștere
Adela Petre a obținut, în 1967, Premiul I la faza republicană a celei de-a patra Expoziții bienale de Artă Populară, iar în 1969 Comitetul de organizare al primului Festival și Concurs Internațional de Folclor „România '69” i-a acordat o diplomă specială pentru lucrarea „Cusături”. Uniunea Artiștilor Plastici din România i-a acordat Marele Premiu în 1967, iar în 1994 a fost onorată cu premiul acordat de Fundația Culturală „Ethnos”.
Până în 1989, a participat la numerose manifestări, obținând peste 250 premii I și premii speciale.
În iunie 2001, cu prilejul împlinirii vârstei de 72 de ani, a primit titlul de Cetățean de Onoare al Municipiului Buzău pentru merite deosebite în conservarea tradiției și artei populare - creații unice expuse în colecții muzeale din țară cât și în străinătate.
A fost distinsă, în anul 2002, cu Medalia Națională „Serviciul Credincios” clasa a III-a, iar în anul 2012 a fost declarată de către UNESCO, Tezaur uman viu. În anul 2015, președintele României, Klaus Iohannis, i-a acordat Ordinul „Meritul cultural”. În 2017 a fost declarată Cetățean de Onoare al Județului Buzău.